# Burgstall Wasserburg
Der Burgstall Wasserburg  ist eine abgegangene hochmittelalterliche Höhenburg auf 461 m ü. NHN oberhalb des Kobler Grabens und etwa 100 m westlich des Inns im Bereich der Stadt Wasserburg am Inn im Landkreis Rosenheim von Bayern. Er gehört zum Bodendenkmal unter der Aktennummer D-1-7939-0083 mit der Beschreibung „Siedlung der späten Bronzezeit und frühen Urnenfelderzeit sowie Burgstall des Mittelalters“.

## Beschreibung
Der in etwa dreieckige Burgstall liegt auf einem Bergrücken in der Nähe des Inns und nördlich der Gebäude Schließlederweg 1 bis 3. Die Seitenlängen des Burgstalls betragen ca. 50 m. Das Areal des Burgplatzes ist bewaldet.